# 上官小寶
上官小寶（1945年11月23日—），本名鄺東源，又曾使用上官思危、萬里雲、忽哥、老屎忽等筆名，香港著名漫畫家，《李小龍》之主編，曾經與70年代吒咤香港漫畫界，是當時唯一可以與黄玉郎抗衡的漫畫家。筆下巨著《李小龍》為香港目前第三長壽漫畫，漫畫角色李小龍於2012年被獲選為「香港漫畫星光大道」24個香港漫畫經典角色之一，並在香港九龍公園內立有其雕像。

## 家庭背景
上官小寶爺爺是個富裕的人，但其父親卻是個「二世祖」，沒有一門手藝，惟寫得一手美字及擅長「打算盤」。其父親原居住在珠海接攘澳門一帶的地區，現今的拱北口岸的原址更是上官家的祖屋，於1949年為了逃避共產黨統治而偷渡至澳門。至澳門後，其父親曾修理自行車，開設酒舖，可惜也失敗。而他的幾個弟弟（即上官小寶叔父）在香港打算在筲箕灣成安街開設一間名為「成安公司」的麻將館，打算找他一起投資。其父親決定走至香港發展。而其父親開設雜貨鋪就在對上的大石街，並於家旁。

## 生平

### 入行經過
上官小寶11歲時，其父開辦小雜貨鋪，並兼租漫畫，其兄上官小龍在一片充滿漫畫風氣下，經常畫一些自製的宣傳畫貼在店中，被推銷漫畫的經銷人員看中，認為不俗，便隨上官小寶父親推薦後去了當漫畫學徒。當時他們的父親擔心三兄弟（包括上官小龍、上官小寶、上官小威）將來欠缺一門手藝，便答應讓上官小龍投身漫畫界。不久其兄開始闖出名堂，連帶當時其二弟也相繼投身漫畫界，先在其兄長任職主筆之「中國出版社」內擔任寫畫學徒一職，後來晉升為實景手。

### 漸露鋒芒
17歲於每日漫畫中任主筆，編寫四格漫畫。加入海風出版社後，首次編繪短篇武俠作品《無敵金刀》（改編自金庸作品連城訣）。70年代初與3位朋友合組創辦「聖火出版社」，合作出版兩毫裝的32開本漫畫，第一部個人作品為《黑白小魔王》。後來以「上官思危」為筆名繪畫以歡場為題材的《小吧女》，反應竟不俗，名氣逐漸於豔情與軟性情色題材漫畫上升。

### 製作《李小龍》
70年代初的香港漫畫界仍未有主流，故其仍處於摸索固定新題材的階段。在1971年時，其看過由武打巨星李小龍主演電影《唐山大兄》，他的剛剄的印象如烙印在上官小寶心中，令其靈感大發，創作了畢生的成名作-《李小龍》。儘管當時同一時期亦有數本以「李小龍」為題材的漫畫出版，但約在3期之後，其他的也已經銷聲匿跡，只有其出版的仍屹立不倒。
可惜早期的《李小龍》銷量未如理想，於是他毅然放棄其他漫畫工作，將專注力集中在編繪《李小龍》，務求提升該漫畫畫質。銷路遂直線上升，更於第38期始，改為自费出版。

### 創辦漫畫報章和培訓人才
1975年和其弟上官小威創辦《喜報》、《青報》、《歡樂周報》等漫畫報章，而《李小龍》也在《喜報》當中連載。另外漫畫《歡樂漫畫》刊載《沙膽仔正傳》，開創了港漫人物外傳先河。由於多份漫畫日報的同時出版，稿量大增，需要大量的人手。以致許多新晉的漫畫家都在這時培訓成才，令其冒出了大量後來在80年代成名的漫畫家如《風雲》主編馬榮成、《古惑仔》主編牛佬、《刀劍笑》主編馮志明、《海虎》主編溫日良、黃偉釗、黃國興、李志清等。

### 被「玉郎機構」收購及完結
1981年，上官小寶所效力的公司被「玉郎機構」收購了，連帶《李小龍》也被納入「玉郎機構」的大版圖之中。《李小龍》遂徒由243期起，轉由「玉郎機構」出版。二人的合作至1985年10月合約到期後，上官小寶重掌《李小龍》一書，449期起改為自資出版。並創立「鄺氏製作有限公司」至今。
2009年2月2日，其毅然決定將至今為為香港漫畫上第二最長壽漫畫，期數長達1560期的巨著《李小龍》作完結。

### 兒子回港相助
90年代中期，其兒子鄺世傑完成從外國留學完畢後決定加入「鄺氏」協助上官小寶打理漫畫公司出版業務。而其兒子亦繼承了父親對於漫畫的熱衷及獨特的畫風。2000年，其作品《新編李小龍》和其兒子的《刀殺神》同時於漫畫市場上面世，成為當時熱話。不過其兒子出道後，其便開始處於半退隱狀況，由兒子繼承衣缽，接管「鄺氏」。

## 軼事
上官小寶童年時並不喜歡繪畫，只將它視作一種職業。只是開始繪畫後愈畫愈喜歡。而其弟上官小威初時對繪畫不感興趣並沒有天份，但又未知道自己適合做甚麼，在大哥介紹下便加入了該行業。其在就讀小學三、四年級時，其的老師因壁報作品不足，找他繪畫數幅，老師看過後驚為天人。
《李小龍》初出版時本來也是單元故事，後來才改為長篇故事。
雖然其與黃玉郎在70年代時為競爭對手，但彼此是友好的關係，經常到其家玩耍，太夜時更會在他留宿。當時黃玉郎與其同住在灣仔，黃玉郎住在灣仔道鴻業大廈對面287號2樓，而其就住在軒尼斯道386號。交談中不會談及「畫畫」二字，表達了兩者深厚的友誼。
上官小寶表示他一生從無偶像，因為他在佩服過程中發現他接受不了的缺點後，便不再佩服。

## 外部連結
- 完全上官小寶大圖鑒 （页面存档备份，存于）
- 黃玉郎VS上官小寶恩恩怨怨 （页面存档备份，存于）